# Ripigliati!
Ripigliati! è un singolo del cantautore italiano Johnson Righeira, pubblicato nel 1997.

## Tracce
12" – TTP 001 (Italia)
- Lato A

1. Ripigliati! (Radio Mix) – 5:10

1. Ripigliati! (Pianoppella) – 4:34

- Lato B

1. Ripigliati! (Club Mix) – 5:42

CD – TTP 001 CD (Italia)
1. Ripigliati! (Radio Mix)

1. Ripigliati! (Club Mix)

1. Ripigliati! (Pianoppella)